# Esquirol de les Filipines
L'esquirol de les Filipines (Sundasciurus philippinensis) és una espècie de rosegador de la família dels esciúrids. És endèmic de les Filipines. Té una gran varietat d'hàbitats naturals, que van dels boscos primaris i secundaris de plana als límits inferiors dels boscos molsosos, passant pels boscos montans. Es creu que no hi ha cap amenaça significativa per a la supervivència d'aquesta espècie, tot i que és caçada com a aliment i capturada com a animal de companyia.